# Ligustrum quihoui
Ligustrum quihoui är en syrenväxtart som beskrevs av Élie Abel Carrière. Ligustrum quihoui ingår i släktet ligustrar, och familjen syrenväxter. Inga underarter finns listade i Catalogue of Life.

## Bildgalleri

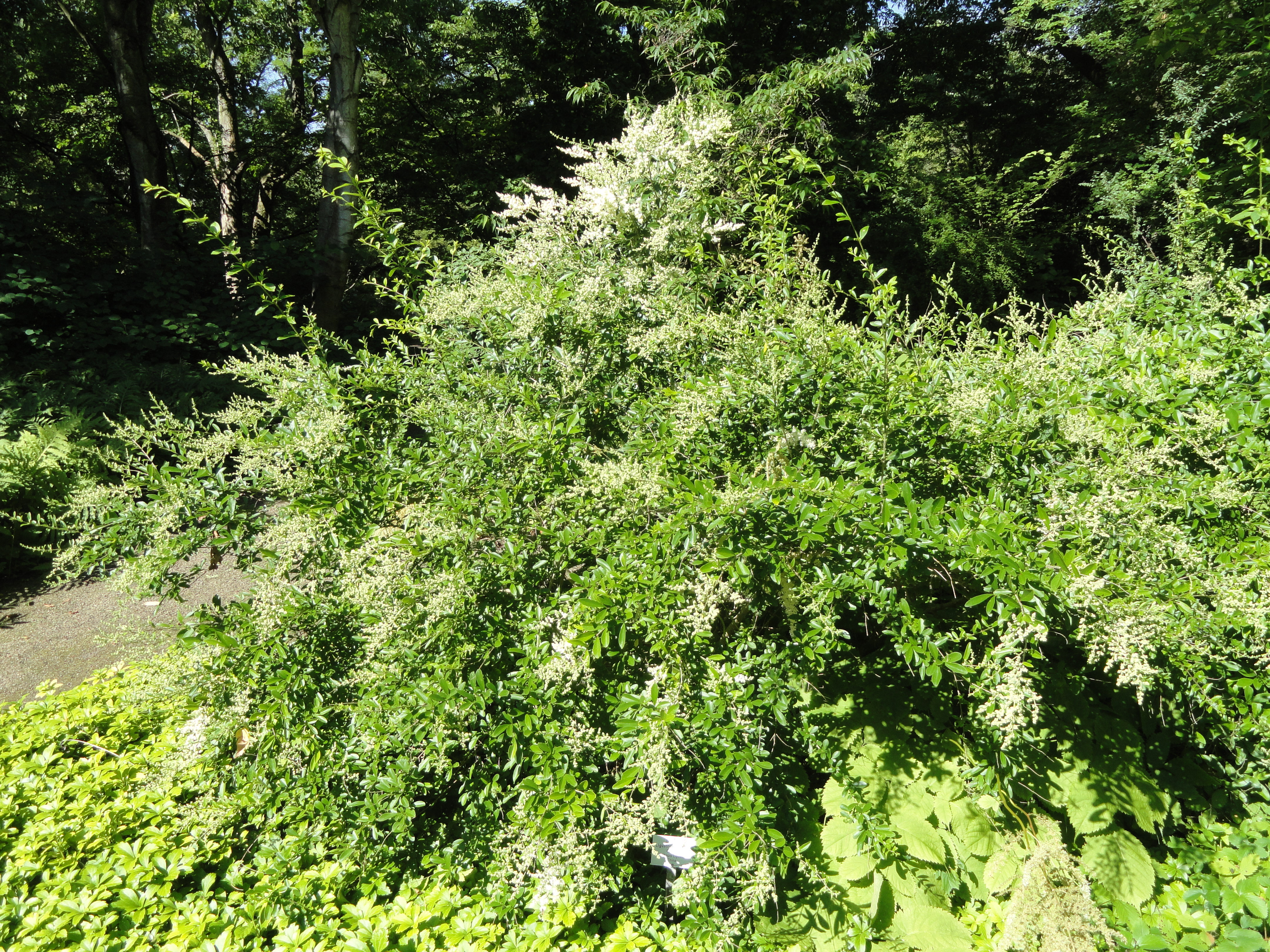